# Königshain-Wiederau
Königshain-Wiederau − gmina w Niemczech, w kraju związkowym Saksonia, w okręgu administracyjnym Chemnitz, w powiecie Mittelsachsen.